# 米歇尔.玛尔格拉兹

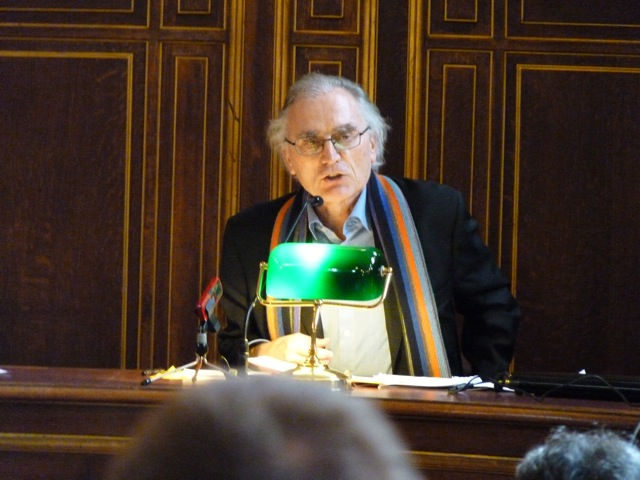
Michel Margairaz giving a speech at the conference "Centenaire d’Au-dessus de la mêlée" at Sorbonne

米歇尔·玛尔格拉兹（Michel Margairaz）是法國歷史學家，以近代法国经济史而见长。

## 学院研究
玛尔格拉兹是巴黎第一大学经济与社会历史主讲师（此职位由馬克·布洛克创立），同时任巴黎第一大学经济与社会史研究所（l’Institut de l'Histoire Economique et Sociale）。
玛尔格拉兹曾就读于巴黎高等师范学校，并在Jean Bouvier的指导下完成博士论文。

## 社会活动
在学院之外，玛尔格拉兹同时为法兰西银行的历史研究负责人，并为巴黎大眾运输公司撰写官方历史。